# Zijdestaartlijstervliegenvanger
De zijdestaartlijstervliegenvanger (Amalocichla sclateriana) is een zangvogel uit de familie Petroicidae (Australische vliegenvangers).

## Verspreiding en leefgebied
Deze soort is endemisch in de bergen van Nieuw-Guinea en telt twee ondersoorten:
- A. s. occidentalis: centraal Nieuw-Guinea.
- A. s. sclateriana: zuidoostelijk Nieuw-Guinea.

## Status
De grootte van de populatie is niet gekwantificeerd maar de soort wordt omschreven als schaars tot plaatselijk vrij algemeen. Op de Rode lijst van de IUCN heeft deze soort de status niet bedreigd.